# Casemate de Bourges

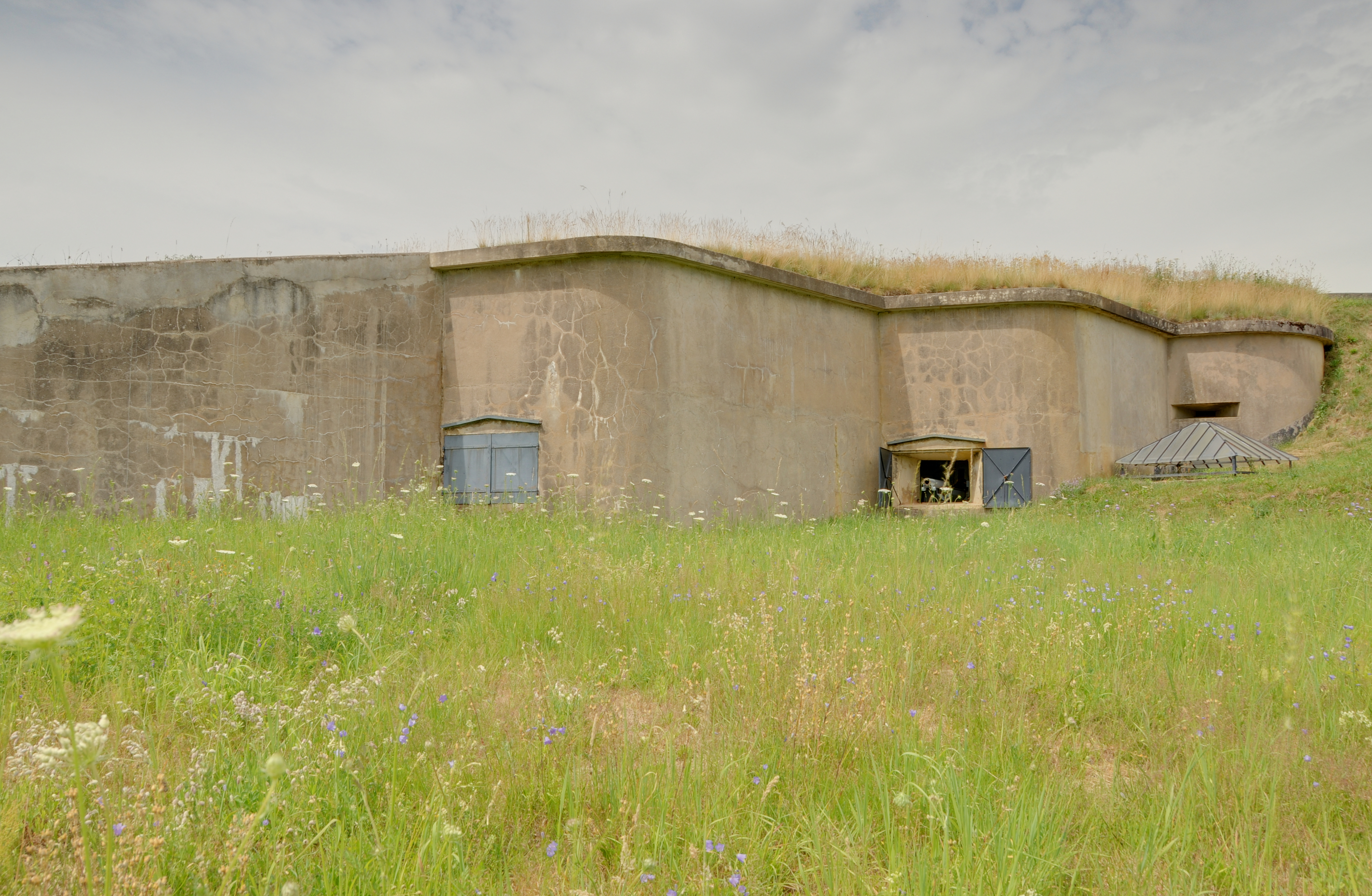
La casemate ouest du fort d'Uxegney (de la place fortifiée d'Épinal).

Une casemate de Bourges est un type de fortification en béton armé protégeant deux canons tirant par des créneaux.
Ce modèle de casemate fut expérimenté en 1899 au polygone de tir de Bourges, d'où son nom, puis construit à une cinquantaine d'exemplaires jusqu'en 1914 pour renforcer les forts et ouvrages du Nord-Est de la France (essentiellement autour de Toul, Verdun, Épinal et Belfort), mais aussi aux colonies (Diego-Suarez et Saïgon). Ces casemates furent toutes désarmées en 1915 ; certaines furent tellement pilonnées lors de la bataille de Verdun qu'elles furent détruites.

## Contexte
Dans les années 1880, les progrès dans le secteur de la chimie permettent la conception de nouvelles poudres propulsives (la poudre sans fumée à base de nitrocellulose remplaçant la poudre noire) et d'explosifs beaucoup plus puissants (mélinite, cordite, etc.). Les nouveaux obus équipés de fusée-détonateur rendent toutes les fortifications antérieures périmées. En France, cette « crise de l'obus-torpille » entraine la dispersion de l'artillerie hors des forts, dans de nombreuses petites batteries.
L'autre solution développée est de moderniser tous les forts, ou du moins les prioritaires faute de moyens financiers. Il faut des ouvrages plus petits, davantage enterrés et surtout protégés avec du béton et de l'acier. Les nouveaux ouvrages fortifiés correspondent désormais à des carapaces bétonnées, surmontées de cuirassements (tourelles de 75, tourelles de 155 et tourelles de mitrailleuses) et flanquées de casemates.

## Conception
Un premier modèle de casemate de flanquement en béton est proposé en 1888 par le chef de bataillon du génie G. Laurent, sous forme d'une grosse caponnière double placée dans la gorge du fort (pour rester défilée). Deux autres propositions sont publiées en 1891 par le capitaine néerlandais Snijders, puis en 1895 par le colonel russe Miaskovski, très proche de la casemate de Bourges ultérieure.
Par les dépêches du 8 et du 15 juin 1898, le ministère de la Guerre ordonne aux services du génie et de l'artillerie d'étudier un type de casemate destiné à servir au flanquement des intervalles entre les forts. Le 1er août 1898, la Section technique du génie (STG) et celle de l'artillerie (STA) propose une casemate armée de canons de 90 mm ou de 95 mm sur affût de côte. La décision ministérielle du 18 septembre 1898 approuve le projet sous réserve d'étudier la ventilation, un masque de protection et l'organisation du magasin à munitions. Pour expérimenter des solutions à ces trois problèmes, une « carcasse de casemate » est aménagée sur le champ de tir du polygone à Bourges (au point 2 000) ; les 16 et 17 mars 1899, 200 cartouches de 95 mm sont tirées.
L'instruction du 17 août 1899 fixe le modèle de casemate à construire en béton armé (qui vient d'être inventé), modifiée par les instructions du 18 octobre 1902 (remplacement des canons de 95 mm par des 75 mm), 14 novembre 1905 (rajout d'un observatoire bétonné) et 8 novembre 1906 (organisation des casemates), toutes remplacées par la note du 22 mars 1911 (nouvelle organisation des casemates). Les premiers forts à en être équipés sont ceux de Haudainville et de Moulainville (de la place forte de Verdun) ainsi que les forts de Diego Suarez (sur Madagascar, où les travaux de fortification commencent en juillet 1900 sous la direction du colonel Joffre).

## Description
La dalle de dessus en béton armé fait 1,75 mètre d'épaisseur. En dessous sont aménagées deux chambres de tir disposées en échelon, dont les façades sont protégées par un mur en aile (la casemate est défilée). Les créneaux de tir sont équipés de volets blindés. À partir de 1905, un observatoire bétonné est ajouté à plusieurs casemates (dans quelques cas remplacé par une cloche cuirassée). Sous les chambres de tir, un niveau inférieur accessible par un escalier doit servir au stockage des munitions.
L'armement initial est composé de deux canons de 95 mm modèle 1888 (chacun capable de tirer un à cinq coups par minute à une portée de 7 à 8 km) sur affût G de côte (un châssis circulaire métallique dit « à crinoline ») avec champ de tir de 45° en azimut, puis en octobre 1902 ils sont remplacés par deux canons de 75 mm modèle 1897 (chacun capable de tirer jusqu'à douze coups par minute à une portée de 5,6 km) sur affût spécial « casemate », leur permettant un pointage de 54° en azimut et de -10 à +15° en hausse. L’effectif d’une casemate de Bourges est de 16 artilleurs sous les ordres d'un adjudant, répartis en cinq hommes plus le chef de pièce pour chacun des deux canons, plus un brigadier et deux manœuvres pour le magasin à munitions. La dotation de chaque pièce est de 500 coups, dont 96 obus sont disponibles dans une armoire dans chaque chambre de tir. Un tube de rechange est disponible dans chaque casemate.
Ces casemates ne peuvent tirer qu'en flanquement, pour pouvoir battre les intervalles entre les différents ouvrages d'une ceinture de forts (en tir croisé), tout en restant masquées face à l'extérieur de la place forte.

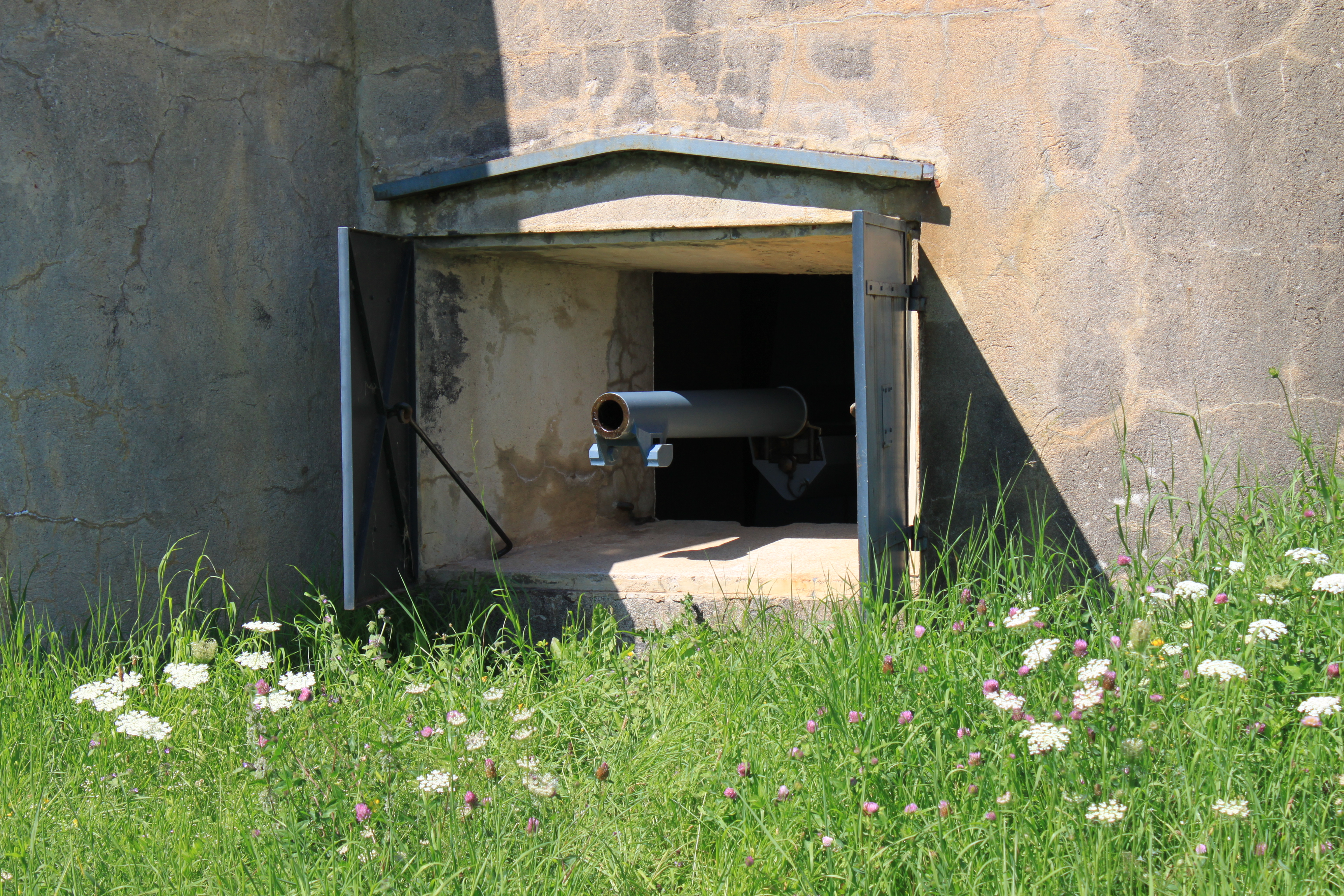
Un créneau de tir avec son canon en position au fort d'Uxegney.
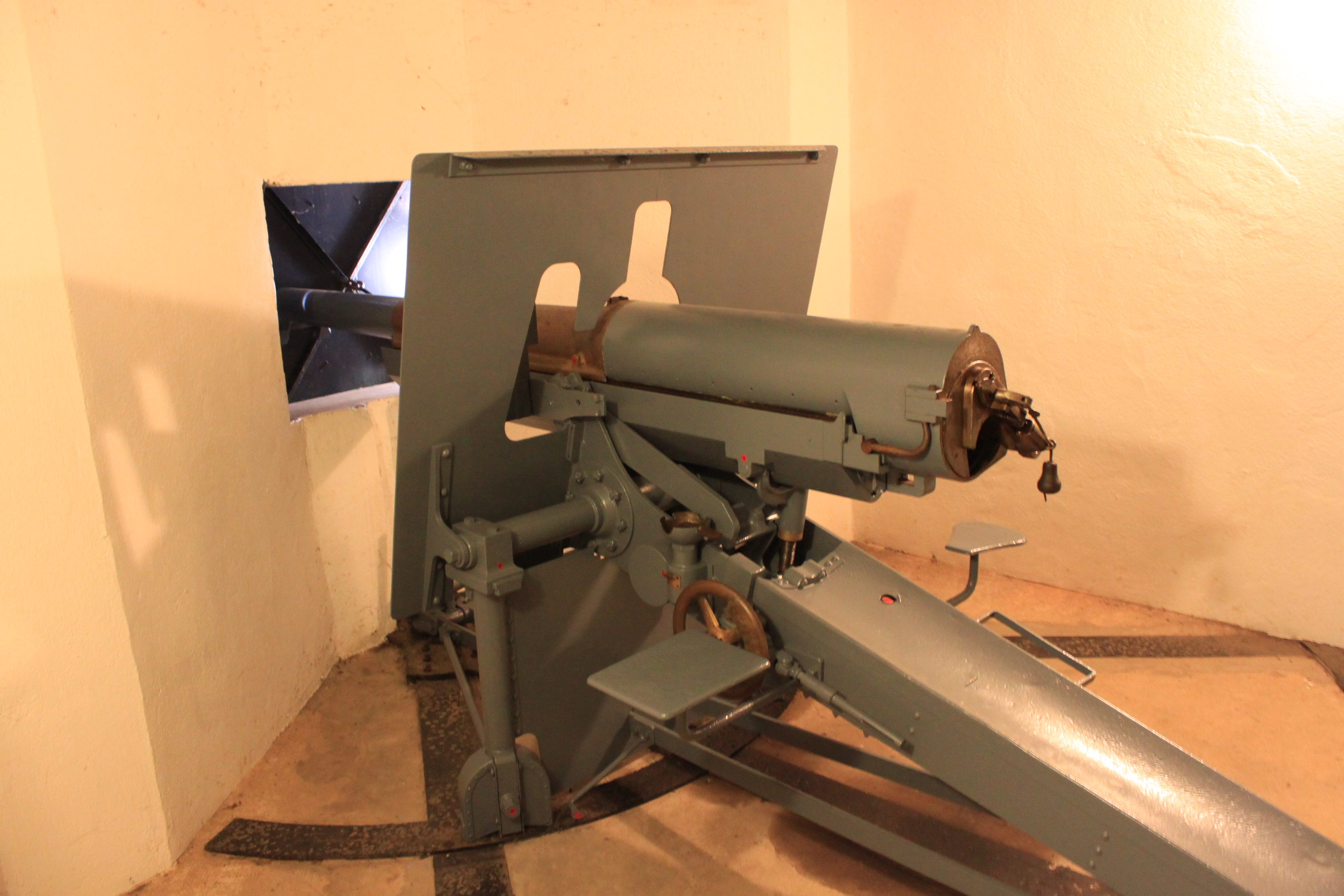
Un canon de 75 mm sur affût de casemate à Uxegney.
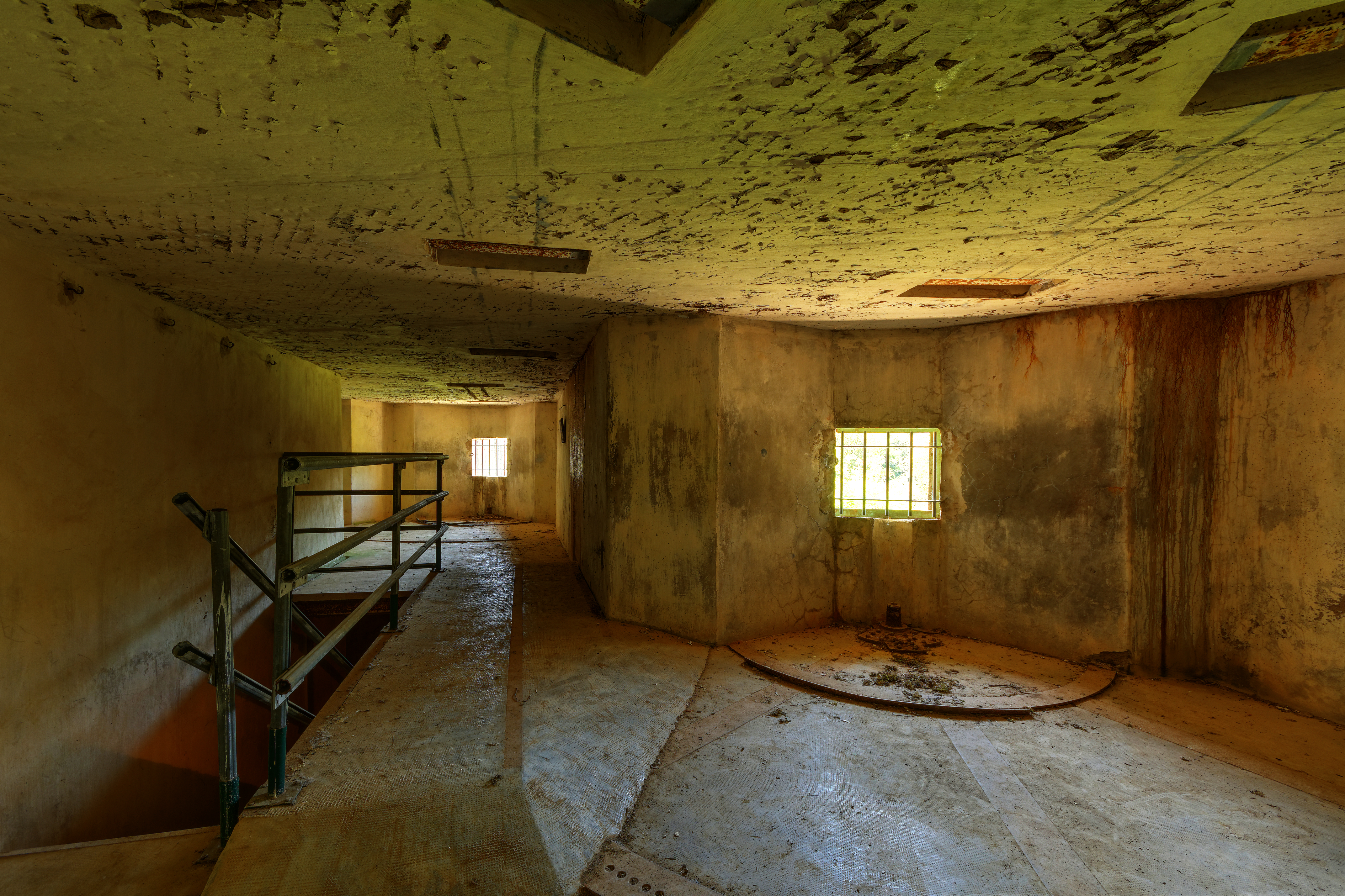
Les deux chambres de tir de la casemate du fort de Vézelois.

## Liste des casemates
Elles ont été construites de 1899 à 1914.
| Fort ou ouvrage | Armement           | type d'observatoire | État actuel |
| --------------- | ------------------ | ------------------- | ----------- |
| Petite-Synthe   | Ouest : deux 75 mm | bétonné             | désarmée    |
| ouvrage Ouest   | deux 75 mm         | bétonné             | détruite    |

| Forts ou ouvrages | Armement                                     | type d'observatoire | État actuel                            |
| ----------------- | -------------------------------------------- | ------------------- | -------------------------------------- |
| Bois-Bourrus      | Nord-Est : deux 75 mm Sud-Ouest : deux 75 mm | bétonnés            | désarmées                              |
| Charny            | Est : deux 75 mm                             | néant               | désarmée                               |
| Choisel           | Nord : deux 75 mm Sud : deux 75 mm           | bétonnés            | désarmées                              |
| Déramé            | Nord : deux 75 mm Sud : deux 75 mm           | bétonnés            | désarmées                              |
| Douaumont         | Ouest : deux 75 mm                           | bétonné             | désarmées, une chambre rebétonnée      |
| Dugny             | Est : deux 75 mm                             | bétonné             | désarmée                               |
| Froideterre       | Ouest : deux 75 mm                           | néant               | désarmée                               |
| Haudainville      | Est : deux 95 mm Ouest : deux 95 mm          | bétonnés            | désarmées                              |
| Landrecourt       | Nord : deux 75 mm                            | bétonné             | désarmée                               |
| Moulainville      | Sud : deux 75 mm                             | bétonné             | désarmée et incendiée en 1940          |
| Regret            | Nord : deux 75 mm                            | bétonné             | désarmée                               |
| Rozelier          | Nord : deux 75 mm Sud : deux 75 mm           | bétonnés            | désarmée                               |
| Saint-Symphonien  | Est : deux 75 mm                             | bétonné             | désarmée                               |
| Sartelles         | Nord : deux 75 mm Sud : deux 75 mm           | bétonnés            | désarmées                              |
| Thiaumont         | Est : deux 75 mm                             | bétonné             | détruite                               |
| Vaux              | Est : deux 75 mm Ouest : deux 75 mm          | néant               | rebétonnées en 1927, armement en place |

| Fort ou ouvrage | Armement             | types d'observatoire | État actuel |
| --------------- | -------------------- | -------------------- | ----------- |
| Bruley          | Sud : deux 75 mm     | bétonné              | désarmée    |
| Chanot          | Ouest : deux 75 mm   | cuirassé             | désarmée    |
| La Cloche       | Est : deux 75 mm     | bétonné              | désarmée    |
| Domgermain      | Sud : deux 75 mm     | bétonné              | désarmée    |
| Écrouves        | Nord : deux 75 mm    | bétonné              | désarmée    |
| Francheville    | Est : deux 75        | bétonné              | désarmée    |
| Gondreville     | Sud-Est : deux 75 mm | bétonné              | désarmée    |
| Mordant         | Sud : deux 75 mm     | bétonné              | désarmée    |

| Forts ou ouvrage | Armement                            | type d'observatoire | État actuel       |
| ---------------- | ----------------------------------- | ------------------- | ----------------- |
| Adelphes         | Nord : deux 75 mm                   | bétonné             | désarmée          |
| Deyvillers       | Nord : deux 75 mm Sud : deux 75 mm  | bétonnés            | désarmées         |
| Longchamp        | Est : deux 75 mm Ouest : deux 75 mm | bétonnés            | désarmées         |
| Dogneville       | Est : deux 75 mm                    | bétonné             | désarmée          |
| Uxegney          | Est : deux 75 mm Ouest : deux 75 mm | bétonnés            | armement en place |

| Forts ou ouvrages | Armement              | types d'observatoire | État actuel |
| ----------------- | --------------------- | -------------------- | ----------- |
| Bois-d'Oye        | Ouest : deux 75 mm    | cuirassé             | désarmée    |
| Fougerais         | Nord-Est : deux 75 mm | bétonné              | désarmée    |
| Haut-Bois         | Est : deux 75 mm      | cuirassé             | désarmée    |
| Roppe             | Ouest : deux 75 mm    | bétonné              | désarmée    |
| Vézelois          | Sud : deux 75 mm      | bétonné              | désarmée    |

| Batterie | Armement         | type d'observatoire | État actuel |
| -------- | ---------------- | ------------------- | ----------- |
| Vulmix   | Est : deux 95 mm | néant               | désarmée    |

| Batteries    | Armement   | type d'observatoire | État actuel |
| ------------ | ---------- | ------------------- | ----------- |
| Batterie XII | deux 95 mm | néant               | désarmée    |
| Les Caurres  | deux 95 mm | néant               | désarmée    |

Se rajoute la batterie du fort du Janus (dans la place forte de Briançon), aménagée en partie sous roc de 1898 à 1906 selon les mêmes principes qu'une casemate de Bourges, mais avec quatre chambres de tir et un observatoire, le tout armé avec quatre canons de 95 mm modèle 1888 sur affût de côte. Cette grosse casemate fut intégrée dans l'ouvrage Maginot du Janus sous le nom de bloc 8.
| Forts                          | Armement     | type d'observatoire |
| ------------------------------ | ------------ | ------------------- |
| Mapous (ouvrage A)             | deux 95 mm   |                     |
| Centre (ouvrage B)             | quatre 95 mm |                     |
| Cap Bivouac (ouvrage C)        | deux 95 mm   |                     |
| Ankorika (ouvrage D)           | deux 95 mm   | ?                   |
| Malemon Vert (ouvrage E)       | deux 95 mm   |                     |
| Betahitra/Betraïka (ouvrage G) | deux 95 mm   |                     |
| Anamakia (ouvrage H)           | deux 95 mm   |                     |

Enfin il y a le cas des canons de 95 mm de l'ouvrage de Rach-Cat (de), protégeant un des accès à Saigon.

## Première Guerre mondiale
En 1914 et 1915, les quatre places fortes de l'Est de la France (Verdun, Toul, Épinal et Belfort) ne sont pas concernés par les combats. En raison de la destruction de plusieurs forts par l'artillerie lourde allemande en 1914 (sièges de Liège, de Namur, d'Anvers, de Maubeuge et de Manonviller) et de l'éloignement du front par rapport aux places, l'ordre est donné en octobre 1914 de réduire les garnisons des forts, puis en août 1915 de vider les arsenaux et de désarmer tous les forts et toutes les batteries : les canons de 75 mm des casemates et leurs munitions sont envoyés à la fin de l'année 1915 au front (on en a besoin pour l'offensive de Champagne). Le général Coutanceau, gouverneur de Verdun, ayant protesté contre ce désarmement de la place est remplacé le 10 août par le général Herr à la tête de la « région fortifiée de Verdun » (équivalente à une armée) nouvellement créée ; le général Dubail, son supérieur à la tête du groupe d'armées de l'Est, lui déclare que : « la défense du territoire dépend exclusivement des armées en campagne. Le désarmement des places, dont le rôle n'est plus acceptable, peut seul nous procurer sans délai l'artillerie lourde indispensable à nos armées ». Ordre est donné de préparer la destruction partielle des forts et ouvrages dans le cas d'un abandon : des fourneaux de mine sont creusés pour faire sauter l'escarpe et la contrescarpe du fossé de gorge, des explosifs sont stockés pour les tourelles, les observatoires et les casemates.
L'attaque allemande sur Verdun entraîne un retour en arrière, avec ordre de réarmer en mars 1916. Au fort de Vaux, devant l'impossibilité de réinstaller des canons sur affûts spéciaux sous le pilonnage, les Français remplacent les canons par des mitrailleuses en avril. Ces mitrailleuses sous béton servent pendant les combats de juin 1916, mais n'empêchent pas la prise du fort par les troupes allemandes. Des canons ne sont remis en place à Vaux qu'à partir de décembre 1916, après la reprise du fort par les troupes françaises, avec un approvisionnement à 1 200 coups par pièce. Dans l'ouvrage de Charny, la casemate se prend un obus allemand de 420 mm dès la fin février. À l'ouvrage de Thiaumont, les bombardements allemands de février à juin 1916 ont détruit la casemate : trois ou quatre obus de très gros calibres (de 305, de 380 ou de 420 mm) ont défoncé la dalle de béton, la faisant s'effondrer ; les créneaux sont obstrués, ne laissant qu'un tas de gravats d'où les fers à béton émergent. Au fort de Douaumont, les mitrailleuses allemandes de la casemate participent à la défense contre l'attaque française des 22 et 23 mai 1916 ; en octobre, la casemate se prend un obus français de 400 mm, qui explose dans la dalle à l'aplomb du mur de séparation entre les deux chambres de tir.
Pendant l'entre-deux-guerres, les casemates de l'ouvrage de Froideterre, des forts de Douaumont et de Vaux furent remises en état, par contre celle de Thiaumont est laissée à l'état de ruine. L'expérience de la Grande Guerre fut mise à profit ultérieurement, les ouvrages de la ligne Maginot comprennent des casemates d'artillerie bien mieux dispersés (sous forme de blocs reliés par des galeries souterraines), bétonnées (des dalles de 3,5 mètres d'épaisseur), cuirassées (les créneaux sont complètement blindés), ventilées (avec système de filtration de l'air), étanches (contre les gaz toxiques et les lance-flammes), enterrées (le magasin à munitions est enfoui à une trentaine de mètres de profondeur, relié par monte-charge), éclairées (à l'électricité) et avec de plus importantes dotations en munitions (de 4 000 à 6 400 cartouches par canon de 75 mm).